# 东闪米特语支
东闪米特语支是闪米特语族的语支之一，包括两个早已灭绝的语言阿卡德语和埃卜拉语。非东闪米特语支的其他闪米特语言也曾被称为西闪米特语言，两者差别繁多。公元前2世纪，以阿卡德语为主的东闪米特语言一度支配美索不达米亚，同时也受到了非闪语的苏美尔语的影响，并采用楔形文字书写。
现代对东闪米特语支音韵学的研究只能通过对重构的原始闪米特语和东闪米特语言的书面记录的比对得来。东闪米特语言经研究得出最大的音系特征是后辅音的减少甚至消失，即软腭音、咽部擦音和声门音。阿卡德语仅以单一音位的形式保留了和部分音，通常重构为清小舌擦音（⟨χ⟩）或清软颚擦音（⟨x⟩）。除此之外，都消失了。而东闪米特语言的音节省略现象使得半闭前不圆唇元音增多，其他闪米特语言并不存在这个音，如阿卡德语bēl “大师”之于原始闪语的；ekallu “宫殿”之于haykal。东闪米特语的齿擦音演化为了咝音，如阿卡德语šalšu “三”之于原始闪语的*。但是由于苏美尔文字并不能准确对应东闪语的音系特性，东闪语的确切音系还尚未可知。
东闪米特语言的语序可能也受到苏美尔的影响，变为SOV而非其他闪语的VSO。